# Las cuatro plumas (película de 2002)
Las cuatro plumas, es una película estadounidense de género bélico, estrenada el 22 de septiembre del 2002. Dirigida por Shekhar Kapur, esta cinta basa su argumento en la novela Las cuatro plumas escrita por A. E. W. Mason y es una adaptación de la cinta homónima de 1939. Esta película fue protagonizada por Heath Ledger, Kate Hudson y Wes Bentley. 
La cinta narra la historia de Harry Faversham, un teniente del Ejército Británico, miembro del cuerpo de cumbreanos reales; quien pide la baja después de que se les informa que su batallón viajará a combatir en Sudán. Su deserción es vista como un acto de cobardía, motivo por el cual es despreciado por su novia y amigos. Esto le obliga a replantearse su futuro y corregir sus acciones.

## Sinopsis
Es el año 1885 durante la Inglaterra victoriana. Un oficial británico, Harry Faversham, que es uno de los mejores oficiales del ejército y que tiene dudas sobre las guerras coloniales de la época, renuncia a su cargo justo antes de una campaña bélica en Sudán contra los derviches. Posteriormente él recibe cuatro plumas blancas de tres de sus amigos y de su prometida Ethne como símbolo de lo que ellos creen que es su cobardía. También su padre lo repudia por ello. 
Faversham decide por ello devolvérselas y se va al Sudán. Allí se alía con un mercenario sudanés, Abou Fatma, para ayudarles, cosa que se vuelve una prioridad, cuando el ejército británico allí es derrotado y tiene que retirarse. Con excepción de un amigo, que muere en combate, él puede salvar a todos, mientras que el líder de la decisión tiene que coger la pluma en su lugar en penitencia por haber actuado de forma arrogante al respecto.
Al final él regresa a casa y su padre, que se entera de lo ocurrido, le da la bienvenida. También puede restablecer la relación con su prometida cuando se entera de lo ocurrido. Después de hacer luto con los demás por los que murieron en la expedición, dándose los demás también cuenta que él fue el más valiente de todos por saber mejor que nadie cuando luchar y cuando no, que es por los propios y no por una causa ajena, Harry y Ethne empiezan a mirar hacia un futuro mutuo, mientras que el mercenario se queda en el Sudán, en búsqueda de un nuevo encargo.

## Reparto
- Heath Ledger como el teniente Harry Faversham: soldado del ejército imperial británico, quien renuncia a su comisión al enterarse de que debe viajar a combatir al Sudán el día siguiente a comprometerse en matrimonio con su novia. Al enterarse de cómo eran diezmadas las tropas inglesas decide viajar como espía para salvar a sus amigos y redimir su honor de la humillación que recibió por parte de estos cuando le entregaron las plumas blancas de la cobardía. Este rol fue ofrecido primero a Jude Law, quien declinó la oferta para filmar A.I. Inteligencia artificial.[3]
- Kate Hudson como Ethne Eustace.
- Wes Bentley como Jack Durrance.
- Rupert Penry-Jones como Tom Willoughby.
- Kris Marshall como Edward Castleton.
- Michael Sheen como William Trench.
- Djimon Hounsou como Abou Fatma.
- Tim Pigott-Smith como General Faversham.

Entre los pequeños roles se incluyen Alex Jennings como Coronel Hamilton, James Cosmo como el Coronel Sutch, Angela Douglas como la Tía Mary, Lucy Gordon como Isabela y James Hillier como el Cabo borracho.

## Producción
Al principio el papel principal fue ofrecido a Jude Law, pero él prefirió rodar la película de Spielberg I.A..De esa manera Heath Ledger la recibió en vez de él. La producción cinematográfica fue filmada en exteriores de Gran Bretaña y Marruecos.

## Recepción

### Crítica
El filme obtuvo notoriedad por la crítica que recibió el cineasta del Reino Unido, que lo acusó de ser antibritánico por la manera en que retrató en la película al ejército y al imperio inglés. En los Estados Unidos J. R. Jones del Chicago Reader escribió «la obertura y el cierre de la película extrañamente recuerdan a Black Hawk Down. Otra historia de soldados occidentales con sus cabezas metidas en el continente negro. -Claramente en estos días nadie entiende el destino manifiesto.»

### Taquilla
La película se estrenó en América del Norte el 30 de septiembre de 2002 y recaudó 6.857.879 dólares en su primer fin de semana. Al final, sin embargo, fue un fracaso de taquilla.